# Дионисий Кардарас
Дионисий (на гръцки: Διονύσιος) е гръцки духовник, митрополит на Вселенската патриаршия.

## Биография
Роден е в 1817 година на остров Скопелос със светската фамилия Кардарас (Καρδαράς ). Служи дълги години като архидякон при ефеския митрополит Паисий, също скопелит. На 4 септември 1867 година е избран за титулярен еритрейски епископ и е ръкоположен за свещеник от митрополит Агатангел Драмски. На следния 5 септември 1867 година е ръкоположен в патриаршеския храм „Свети Георги“ в Цариград за еритрейски епископ и е назначен за викарий на Ефеската митрополия. Ръкополагането е извършено от митрополит Агатангел Драмски в съслужение с митрополитите Паисий Видински и Софроний Нишавски.
От 17 или от 18 юли 1875 до 2 септември 1885 година заема епископския престол в Правища. От 2 септември 1885 година до 1 август 1891 година е митрополит на Ксантийската и Перитеорийска епархия. От 1 август 1891 до смъртта си на 10 септември 1897 година е ганоски и хорски митрополит.